# Acantharia
Az Acantharia, más néven Acantharea a sugárállatkák (Radiolaria) osztálya, melyeket stroncium-szulfát vázuk különböztet meg. Az Acantharea heterotróf tengeri mikro- vagy mezoplankton, mérete 200 μm-től több milliméterig terjed. Egyes fajai rendelkeznek fotoszintetikus endoszimbiontákkal, így mixotrófok.

## Történet
Ernst Haeckel a sugárállatkák (Radiolaria) közé sorolta, ahová mellette a Polycystina és a Phaeodaria kládok tartoztak. Újabb rendszertani elemzések alapján azonban a Radiolaria sensu Haeckel 1898 parafiletikus, így 1997-től az Actinopoda csoportba sorolták 18S rRNS alapján, mely a sugár- és a napállatkák nagy részét tartalmazta.
Thomas Cavalier-Smith 1987-ben, Adl et al. 2005-ben újradefiniálta a Radiolariát, kivéve onnan a Cercozoába sorolt Phaeodariát. Emellett többé nem használták az Actinopodát, mert polifiletikusnak bizonyult.

## Morfológia

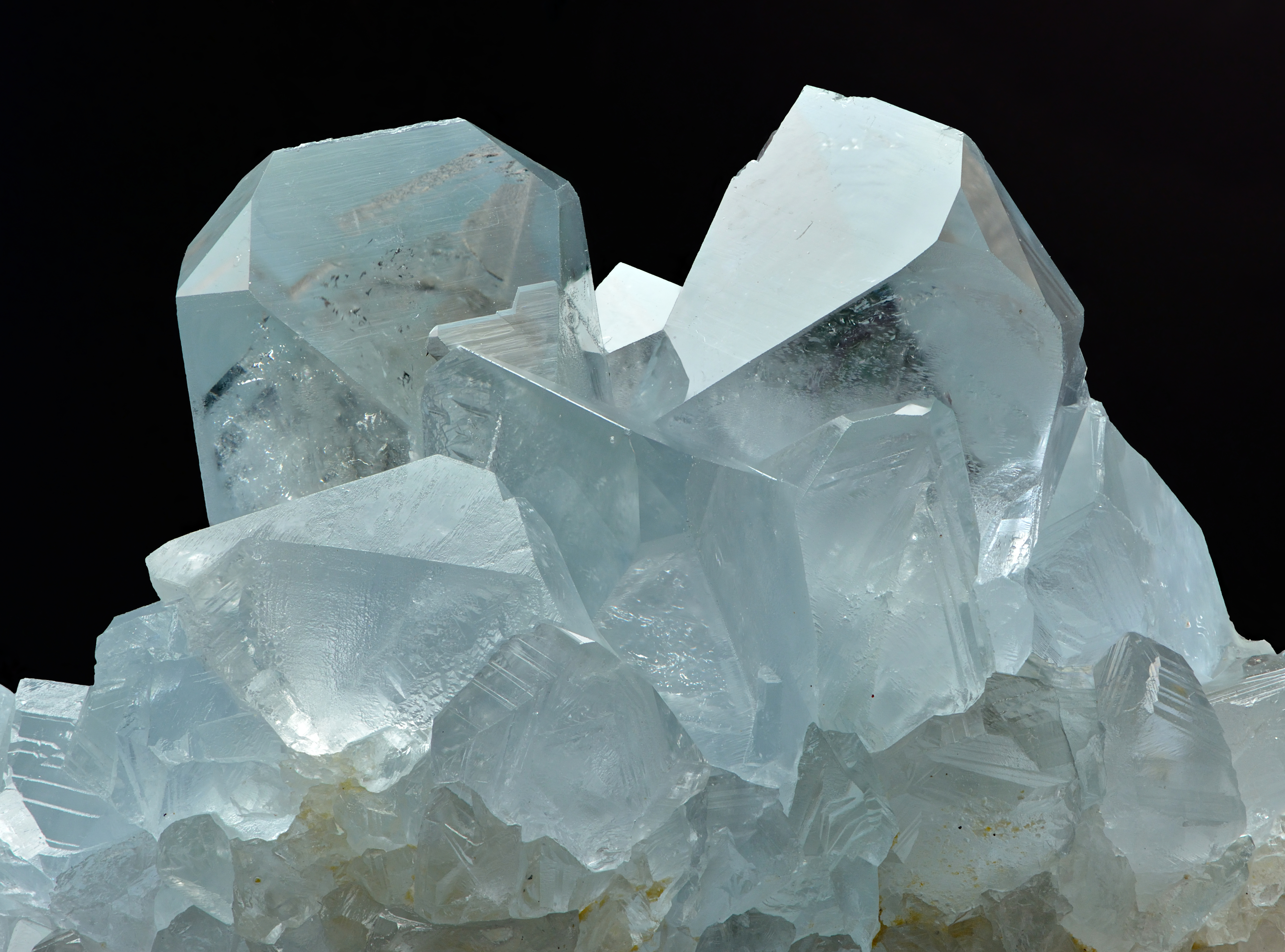
Cölesztinkristály

Váza stroncium-szulfátból (SrSO4) áll cölesztinkristály formájában. A cölesztin a legnehezebb óceáni ásvány, nevét égkék színéről kapta. E sűrűség lehetővé teszi házuk ballasztfunkcióját, így gyorsan batipelágikus szintig süllyedhet. Az Acantharia-ciszták magas fluxusát alkalmanként megfigyelték az Izlandi-medencében és a Déli-óceánban, és a teljes szervesvegyület-fluxus akár felét is adhatja.
A SrSO4-kristályokat a tüskéket körülvevő vakuólumok választják ki. Az Acantharia különleges tengeri élőlény, mivel váza biomineralizált anyaga stroncium-szulfát. Azonban más, szilikáttartalmú sugárállatkákkal szemben az Acantharia-vázak általában nem fosszilizálódnak, elsősorban mert a stroncium-szulfát tengervízben nagyon ritka, és kristályai a sejt elhalása után feloldódnak. Tüskeelrendezése igen pontos, és a hosszúsági és szélességi vonalak Müller-törvényének megfelelően találhatók – a tüskék 5 utóbbi metszetében vannak egy egyenlítőre szimmetrikusan, 8 előbbi mentén egyenlően elosztva. A hosszúsági vonalak 2 „trópusi” vagy 1 „egyenlítői” és 2 „sarki” tüskét tartalmaznak váltakozva.
Sejtplazmája két részre osztható, ezek az endoplazma és az ektoplazma. A sejt közepén lévő endoplazmában vannak a fő sejtszervecskék, például a sok mag, és az ektoplazmától kapszulás mikrofibrillumrács-fal választja el. Szimbionta fajokban az algaszimbionták az endoplazmában vannak. Ektoplazmája a zsákmányszerzéshez szükséges citoplazma-kiterjesztésekből áll, a zsákmányt emésztő űröcskéket tartalmaz, és 20, a tüske eredési helyén lyukas lemezből álló periplazmatikus mikrofibrilláris sejtkéreg veszi körül. Ez a tüskékhez kontraktilis mionémák révén csatlakozik, melyek segítik a felhajtóerő irányítását az ektoplazma – így a teljes sejt – méretváltoztatása révén.
A Chaunacanthida és az Arthracanthida axopódiumaiban hatszögletű mikrotubulus-csoportok vannak, előbbi tüskéi alján kontraktilis mátrix van, a Holacanthida axopódiumaiban viszont tizenkétszögletű mikrotubulus-csoportok vannak. A Symphyacanthida egy nagy központi maggal rendelkezik, külső endoplazmája állábai anasztomózist képeznek. Kapszulája és sejtkérge fénymikroszkóppal láthatók. Az Arthracanthida endoplazmáját az ektoplazmától vastag kapszula választja el, és bár minden ismert fajban vannak algaszimbiontái, szaporodáskor nincs mindegyikben.

## Rendszertan
A tüskék központi csatlakozási módja változó, és az Acantharia besorolásának egyik elsődleges jellemzője. A vázak 10 diametrikus vagy 20 radiális tüskéből állnak. Előbbiek a sejt közepén áthaladnak, utóbbiak ott véget érnek, ahol szoros vagy rugalmas kapcsolatot alkothatnak fajtól függően. A diametrikus vagy rugalmasan kapcsolódó radiális tüskékkel rendelkező fajok átrendezhetik vagy levehetik tüskéiket, cisztát képezve.
- Holacanthida: 10 diametrikus egyszerűen kereszteződő tüske, cisztát képezhet
- Chaunacanthida: 20 radiális egyszerűen kereszteződő rugalmasan kapcsolódó tüske, cisztát képezhet
- Symphiacanthida: 20 radiális tüske, szoros központi kapcsolat
- Arthracanthida: 20 radiális tüske, szoros központi kapcsolat

A morfológiai csoportosítás nagyjából megfelel a rRNS-alapú filogenetikának, de a legtöbb csoport polifiletikus. A Holacanthida fejlődhetett ki először, és az A, B és D kládokat tartalmazza. A Chaunacanthida a második, egyetlen kládja a C klád. A legösszetettebb vázú Arthracanthida és Symphiacanthida adják az E és F kládokat.
Testvércsoportja 18S és 28S rDNS alapján a Sticholonche zanclea, mellyel együtt a Spasmaria csoportot alkotják.

## Szimbiózis

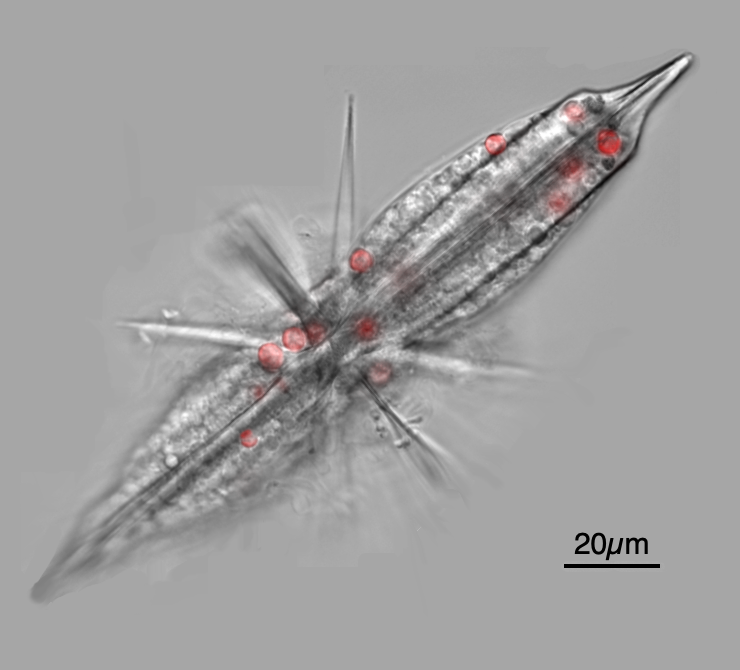
Arthracanthida-faj vörös szimbiontákkal (klorofill-autofluoreszcencia)

Számos Acantharia-faj, például a Holacanthida egy része és a Symphiacanthida és Arthracanthida egésze egysejtű algákkal rendelkezik endoplazmájukban. E fotoszimbiózisban való részvétellel e fajok gyakorlatilag mixotrófok: hetero- és autotróf módon is szerezni tudnak energiát. Ez lehetővé teszi oligotróf óceáni részekben való gyakoriságukat, és az összetett SrSO4 váz fenntartásához is adhat energiát. Feltehetően az algáknak tápanyagokat (N, P) adnak, amiket zsákmányuk emésztésével szereznek az algák által fotoszintézissel termelt glükózért cserébe. Nem ismert azonban, hogy az algaszimbiontáknak előnyös a kapcsolat, vagy egyszerűen felhasználják és emésztik az Acantharia-fajok.
A Holacanthida-fajok számos szimbiontával, például páncélos ostorosokkal (Pelagodinium, Heterocapsa, Scrippsiella, Azadinium) és egy Haptophytina-nemzetséggel (Chrysochromulina) rendelkezhetnek. Az E és F kládok fajai szimbiózisa specifikusabb, és elsősorban a Phaeocystis gazdái, de lehetnek Chrysochromulina-szimbiontáik is. Az F klád fajai egyszerre lehetnek több Phaeocystis-faj és -törzs gazdái, belső szimbiontaközösségük nem feltétlenül egyezik a környezet lehetséges szimbiontáinak elérhetőségével. A külső és belső szimbiontaközösségek közti különbség alapján az Acantharia szelektálhat szimbiontaválasztáskor, és feltehetően nem cseréli szimbiontáit folyamatosan, hanem tovább tartja meg őket.

## Életciklus

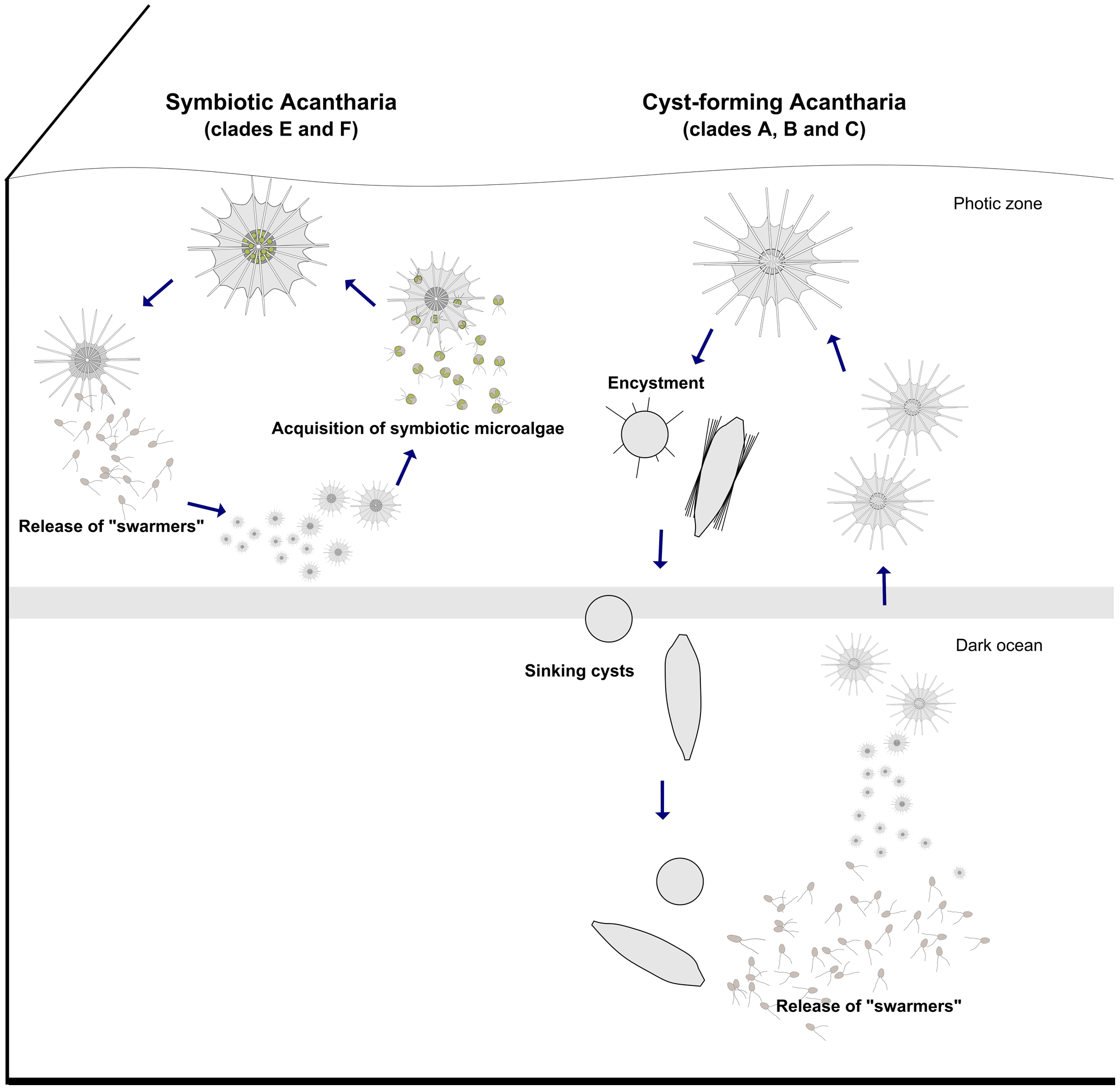
Szimbionta és cisztaképző Acantharia-fajok életciklusa sekély, illetve mély szaporodással.

Felnőttként általában többmagvúak. Korábban megjelent kládjai tüskéiket levehetik, és szaporodó cisztákat képezhetnek. Feltehetően rajzósejtekkel (korábbi nevükön „spórákkal”) szaporodnak, ezek lehetnek ostorosak, és a cisztáknál megfigyelték ezek felszabadítását. Laboratóriumi körülmények közt megfigyelték cisztán kívüli sejtek rajzósejt-felszabadítását is. Nem figyeltek meg azonban minden életszakaszt, és a rajzósejt-egyesülés pontos módja sem ismert. A ciszták üledékcsapdákban gyakoriak, így feltehetően segítik az Acantharia-fajok mély vízbe süllyedését. Genetikai adatok és képalkotás alapján nem cisztaképző fajok is a mélybe süllyedhetnek rajzósejtképzéshez. A mélyebb vízi rajzósejtképzés növelheti a juvenilis egyedek túlélési esélyét. Tanulmányozásukat jelentősen gátolja az „életciklus lezárásának” lehetetlensége és az élőlénykultúrák több generáción át való sikeres fenntartása.
A Chaunacanthida szaporodás előtt litholophus-állapotba lép. Ivaros szaporodásuk eltér: a Chaunacanthida, a Symphyacanthida és a Holacanthida gamontocisztában szaporodik, melynek fala a Golgi-készülékben keletkező kis plakkokból (litoszóma) áll, míg az Arthracanthida gamontociszta nélkül szaporodik. Az ivarsejtképzés egymást követő mitotikus és meiotikus osztódásokból áll, ezek végül kétostorú izogám sejteket adnak. Nem ismert ivartalan szaporodása.

## Fosszíliák
Legkorábbi ismert fosszíliája a paleocénből ismert. Egyik legkorábban leírt fosszíliája a 78,2 μm-es ikozaéderes Acanthometron astraeforme.

## Fordítás
Ez a szócikk részben vagy egészben  az   Acantharia című angol Wikipédia-szócikk ezen változatának fordításán alapul.  Az eredeti cikk szerkesztőit annak laptörténete sorolja fel. Ez a jelzés csupán a megfogalmazás eredetét és a szerzői jogokat jelzi, nem szolgál a cikkben szereplő információk forrásmegjelöléseként.